# 古田優児
古田 優児（ふるた ゆうじ、1974年10月5日 - ）は、日本のタレント。広島県広島市出身。広島市立沼田高等学校6期生。Kotodama所属。かつてはボズアトール、ビーボに所属していた。愛称は「古ちゃん」。

## 略歴
広島経済大学経済学部卒業後、スーパーマーケットに勤務。青果部門に配属され主任を務める。その後、学生時代から携わっていたしゃべりの世界に飛び込む。中国放送のアナウンスアカデミーで学んで広島のラジオ局のレポーターオーディションに合格。その後フリーアナウンサーとして報道番組などに出演した。
2005年から東北楽天ゴールデンイーグルス・スタジアムDJとして活躍し、2012年に卒業。東京でナレーションを中心に活動することを発表した。
現在は東京都在住。

## 現在の出演作品

### テレビ
- Nスタ（TBSテレビ）（ナレーション 月曜・金曜担当、2023年3月27日 - ）

## 過去の出演作品

### テレビ
- サンフレッチェ広島戦実況（広島シティーケーブルテレビ）
- Jステーション（広島ホームテレビ）
- リクルート住宅情報なっ得テレビ・JTBオーストラリアの旅（広島テレビ）
- ウォッチン!みやぎ（東北放送）
- ヨジテレビ 中継レポーター（仙台放送）
- 情報ライブMovin'（仙台放送）
- 仙台放送スーパーニュースナレーター（仙台放送）

### ラジオ
- TBCスポーツパラダイス 月曜日パーソナリティ （TBCラジオ）
- しゃべりて（TBCラジオ）

### CM
- MIZUNO
- 伯方の塩
- ぐるなび
- マイカルグループ
- ANA
- 三洋電機
- 電子マネーEdy｢宮城限定バージョン｣

### その他
- 東北楽天ゴールデンイーグルスクリネックススタジアム宮城スタジアムDJ（2005年 - 2012年）
- 埼玉西武ライオンズ西武ドームスタジアムDJ（2013年9月28日）[2]。